# Garaeus karykina
Garaeus karykina är en fjärilsart som beskrevs av Eugen Wehrli 1924. Garaeus karykina ingår i släktet Garaeus och familjen mätare. Inga underarter finns listade i Catalogue of Life.